# Толна
Толна (мађ. Tolna) град је у Мађарској. Толна је један од важнијих градова у оквиру истоимене жупаније Толна.
Толна је имала 11.637 становника према подацима из 2009. године.

## Географија
Град Толна се налази у јужном делу Мађарске. Од престонице Будимпеште град је удаљен око 140 km јужно. Град се налази у западном делу Панонске низије, на левој обали Дунава. Надморска висина града је око 100 m.

## Историја
Велики пожар десио се у месту у лето 1844. године. Изгорело је 160 кућа, двор и 3000 центи дувана.
У Толни је пре 1848. године постојала Школа за припремање дечијих хранитеља и хранитељки. Одатле је кренуо покрет оснивања дечијих хранилишта по целој Угарској. То су била у ствари прва забавишта "оводе" или "кишдедово", за чување мале деце.

## Срби у Толни
Српски деспот Ђурађ Бранковић је у 15. веку за Београд у замену добио много угарских поседа, међу којим у Толну. У првој половини 16. века када је пао Срем у турске руке, Срби су се померили на север и стигли у Толну и околину.
Купац Видаковићеве књиге био је 1823. године трговац Георг Чандрић из Толне. Роман преведен са мађарског језика на српски прибавио је 1846. године тамошњи грађанин, адвокат Павел Ђорђевић.
Медина и Толна су били у заједничкој парохији. Ту је пописано 1847. године 332 православне душе, а две деценије потом - 290 Срба православаца. По Витковићевом извештају из 1867. године у самом месту Толни беше само три Српкиње православне.
Године 1905. Толна је парохијска филијала црквене општине у Медини. Ту живи 8510 становника у 1312 кућа. Срба је врло мало; њих 132 душе са 18 кућа.

## Становништво
По процени из 2017. у граду је живело 10.997 становника.
| 1990.  | 2001.  | 2011.  | 2017.  |
| ------ | ------ | ------ | ------ |
| 12.082 | 12.112 | 11.126 | 10.997 |

## Партнерски градови
- Штутензе
- Озун
- Палић